# Antonio Martín de la Torre
Antonio Martín de la Torre (Sevilla, 2 de octubre de 1906 - Sevilla, 31 de octubre de 1972) fue un historiador, arqueólogo e investigador español, especialista en Tartessos. 
Licenciado en Filosofía y Letras por la Universidad de Sevilla, fue comisario de excavaciones arqueológicas y profesor de enseñanza media en el Colegio Alfonso X El Sabio en Sevilla. 
Recopiló los Anales de la Primitiva Hermandad de los Nazarenos de Sevilla (Hermandad del Silencio), de la que fue secretario de la corporación y organizador del Archivo Histórico.

## Reseña biográfica
Antonio Martín de la Torre nace en Sevilla el 2 de octubre de 1906. 
En 1925 ingresa en la Primitiva Hermandad de los Nazarenos de Sevilla, Archicofradía Pontificia y Real Hermandad de Nuestro Padre Jesús Nazareno, Santa Cruz en Jerusalén y María Santísima de la Concepción, forjándose desde entonces una gran vinculación familiar con dicha Hermandad.
Se licencia en Filosofía y Letras por la Universidad de Sevilla, especializándose en la cultura tartésica, y desarrollando profesionalmente de forma simultánea la arqueología y la docencia. 
El 21 de julio de 1933 contrae matrimonio en la Parroquia de San Ildefonso, con Enriqueta Macías Navarro, de cuyo matrimonio tuvieron seis hijos.

En 1938 termina su obra Tartessos (geografía histórica del SO. de España). Sin embargo, las dificultades de la guerra impidieron su publicación, tal como así lo expone el propio autor en la edición impresa de 1940: 
El texto de este libro quedó totalmente terminado en 1938, pero las dificultades derivadas de la guerra hicieron imposible su publicación en aquella fecha. Sin embargo, en 1939, y con el fin de dar a conocer en Alemania las principales ideas en él contenidas, se dio a la publicidad un folleto, redactado en alemán con la colaboración del señor Willy Meyer, que lleva el título de Beitrag zur Tartessos-Frage.
Y concluye su obra, haciendo mención a los hechos producidos durante la impresión del libro :
Durante la impresión de esta obra, se han producido varios hechos de verdadera importancia para la solución del problema de Tartessos. Son estos: la aparición (a fines de 1940) de un folleto titulado En busca de tartessos, cuyo autor, don José Chocomeli, llega a una feliz y no casual coincidencia con nosotros en cuanto a la localización de la ciudad, porque se ha valido del mismo material literario y utilizó idéntica cartografía, prescindiendo de la inspección personal del terreno; la nueva visita que, en esta primavera de 1941, acaban de realizar los profesores alemanes Adolf Schulten y Otto Jessen a la comarca de Jerez de la Frontera y a los arenales de Doñana; la inserción en el Archivo Español de Arqueología (enero-marzo 1941) de unos comentarios de don César Pemán sobre nuestros trabajos; y los estudios referentes al cauce oriental del Betis, señalado por nosotros, y a las marismas y montículos de «Las Mesas de Asta», que ha realizado en el presente mes de abril, el competente geólogo español profesor don Juan Dantín Cereceda, quien nos hizo el honor de aceptar nuestra compañía. La Comisaría General de Arqueología parece decidida a emprender las excavaciones en Asta, bien que todavía no ha designado al director de esos futuros trabajos.
En 1942 participa junto a Manuel Esteve Guerrero en las excavaciones arqueológicas de Asta Regia en Mesas de Asta (Jerez de la Frontera, Cádiz). En dichas excavaciones se descubrió al norte de la finca, un conjunto de estructuras de habitación de época iberorromana, así como las murallas de la ciudad.
El 26 de mayo de 1943 es nombrado Comisario Local de la Comisaría General de Excavaciones Arqueológicas del municipio de Lora del Río (Sevilla). Y unos años más tarde, el 8 de febrero de 1946, es nombrado Comisario Local del municipio de Carmona (Sevilla).
En 1952 publica Vía Crucis a la Cruz del Campo. Estudio arqueológico e histórico de una antigua devoción sevillana. Encargándose, años más tarde, de la reorganización del citado Vía Crucis a la Cruz del Campo.
En 1964 publica los Anales de la Primitiva Hermandad de los Nazarenos de Sevilla, en una extensa obra de tres tomos, fruto de un inédito y esmerado trabajo de recopilación.
Y el 31 de octubre de 1972 fallece en Sevilla, a la edad de 66 años.

## Obra
Entre sus numerosas publicaciones se pueden citar:
- Beitrag zur Tartessos-Frage (1939)[2]
- Tartessos (geografía histórica del SO. de España) (1940)[3]
- El Puerto de Menestheo y el brazo perdido del Guadalquivir (1940)
- La Venus de Itálica (1940)[4]
- Las excavaciones de Asta Regia (1942)[5]
- Mercados antiguos de Sevilla (1942)
- Curiosidades artístico-históricas de una vasija morisca (1945)
- La inscripción funeraria de Rómula (1947)
- El concepto moderno de la Atlántida en América y en Europa (1949)
- El «dolivm» de Pedrera (1950)[6]
- Vía Crucis a la Cruz del Campo. Estudio arqueológico e histórico de una antigua devoción sevillana (1952)
- Anales de la Primitiva Hermandad de los Nazarenos de Sevilla (1964)
- Mateo Alemán, escritor y cofrade (1970)